# Orgelbeweging
De orgelbeweging (ook wel Orgelbewegung) is een 20ste-eeuwse heroriëntering op de orgelbouw van de 17de en 18de eeuw. Deze beweging was een reactie op de fabrieksmatig geproduceerde pijporgels van het einde van de 19de en het begin van de 20ste eeuw. De beweging ontstond in de jaren 1920 in Duitsland.
De eerste orgels die weer enigszins volgens de principes van de 17de en 18de eeuw werden gebouwd (qua dispositie en pijpfactuur), waren echter nog compromissen doordat ze nog uitgerust werden met pneumatische tractuur.
Al spoedig werden in Duitsland en Denemarken orgels met mechanische tractuur gebouwd. In Nederland was Dirk Andries Flentrop een van de pioniers van de Orgelbeweging. Hij hield in 1934 een pleidooi voor het mechanische sleepladenorgel. Na 1953 kwam in Nederland de herleving van de ambachtelijke orgelbouw goed op gang. Aanvankelijk werden heel wat instrumenten gebouwd door Scandinavische orgelbouwers, die een voorsprong hadden op hun Nederlandse collega's. Deze geïmporteerde instrumenten werkten inspirerend op de Nederlandse orgelbouw.